# Marek Řeháček
Marek Řeháček (* 23. září 1975 Liberec) je český vlastivědný badatel, spisovatel, publicista, rozhlasový pracovník a právník ve veřejné správě.

## Život
Řeháček se narodil v Liberci, ale svá gymnaziální studia absolvoval ve Frýdlantě. Následně pak pokračoval na Právnické fakultě Masarykovy univerzity v Brně. Mezi roky 2000 a 2002 působil v mezinárodním uskupení Euroregion Nisa, který sdružuje lokality na pomezí České republiky, Německa a Polska v okolí Frýdlantského a Šluknovského výběžku. Řeháček též prodával v libereckém knihkupectví. Do listopadu roku 2010 celkem osm let působil coby tajemník na magistrátě města Liberec. Místo se rozhodl se změnou politického vedení města opustit a od počátku roku 2011 zastává stejnou pozici na radnici v Jablonci nad Nisou. Pro Český rozhlas Liberec připravuje pořad Křížem krajem.. Žije v Liberci se svou ženou Zuzanou a synem Janem.

## Dílo
První literární pokusy vydal v polovině 90. let 20. století. Jeho literárním vzorem je liberecký spisovatel Miloslav Nevrlý, díky jehož knize o Jizerských horách začal sám psát. Od počátku své tvorby spolupracuje s kreslířem Petrem Ferdyšem Poldou. Spolu například publikovali sérii knih Libereckých zajímavostí. Je autorem celé řady článků, vlastivědných knih a turistických průvodců. Napsal texty pro přibližně 40 publikací. Na některých spolupracoval s fotografem Janem Pikousem, s nímž tvořil turistické průvodce po krajině Severních Čech. V roce 2015 vytvořil spolu s Poldou a Pikousem volné tvůrčí trio Liberečtí knihotvůrci, jejichž tvorbu nazvali Toulavé čtení. Spolupracoval s ČT na několika dílech pořadu Toulavá kamera. Je dlouholetým aktivním členem Jizersko-ještědského horského spolku.
Výběr z díla:
- ŘEHÁČEK, Marek. Jizerské hory: turistický průvodce po horách a jejich okolí. 2. vyd. Liberec: Kalendář Liberecka, 2005. 256 s. ISBN 978-80-87213-12-4.
- ŘEHÁČEK, Marek. Chata na temeni Děda Ještěda: příspěvek ke 100 letům otevření ještědské chaty. 1. vyd. Liberec: Kalendář Liberecka, 2006. 103 s. ISBN 80-239-8393-8.
- ŘEHÁČEK, Marek. Frýdlantsko – Průvodce po krajině a jejích náladách. 1. vyd. Liberec: Kalendář Liberecka, 2009. 280 s. ISBN 978-80-87213-03-2.
- ŘEHÁČEK, Marek. Příběhy lužických rozhleden. 1. vyd. Liberec: Pavel Akrman - Epicentrum, 2012. 221 s. ISBN 978-80-905364-0-1.
- ŘEHÁČEK, Marek. Oybin: putování po stopách císaře Karla IV. 1. vyd. Liberec: Petr Polda, 2014. 142 s. ISBN 978-80-905590-3-5.
- ŘEHÁČEK, Marek. Putování za Štěpánkou. 1. vyd. Liberec: Petr Polda, 2014. 104 s. ISBN 978-80-905590-1-1.
- ŘEHÁČEK, Marek. Vestec: povídání o krajině a lidech. 1. vyd. Vestec: Obec Vestec ve spolupráci s nakl. Petr Polda, 2014. 159 s. ISBN 978-80-260-6795-5.
- ŘEHÁČEK, Marek. Příběhy jizerskohorských rozhleden. 2. vyd. Liberec: Petr Polda, 2016. 221 s. ISBN 978-80-905590-6-6.
- ŘEHÁČEK, Marek. Příběhy rozhleden Českosaského Švýcarska. 1. vyd. Liberec: Knihy 555, 2016. 224 s. ISBN 978-80-905590-5-9.
- ŘEHÁČEK, Marek. Hrádek nad Nisou: vyprávění o městě a lidech. 1. vyd. Liberec: Petr Polda, 2017. 431 s. ISBN 978-80-906804-0-1.
- ŘEHÁČEK, Marek. Liberecké zajímavosti (4 díly). Liberec: Petr Polda, 2009-2017.